# Civil anholdelse
 Denne artikel omhandler overvejende eller alene danske forhold. Hjælp gerne med at gøre artiklen mere almen.
Betegnelsen "civil anholdelse" eller "civil arrest" er et juridisk begreb, der betegner en anholdelse foretaget af enhver anden end politiet. Forudsætningerne fremgår af retsplejelovens §755 stk. 2.

## Lovgrundlag
Reglerne for politiets anholdelser og enhver anden er ens.
Det følger af Retsplejeloven:
§ 755. Politiet kan anholde en person, der med rimelig grund mistænkes for et strafbart forhold, der er undergivet offentlig påtale, såfremt anholdelse må anses for påkrævet for at hindre yderligere strafbart forhold, for at sikre hans foreløbige tilstedeværelse eller for at hindre hans samkvem med andre.
Stk. 2. Samme beføjelser har enhver, der træffer nogen under eller i umiddelbar tilknytning til udøvelsen af et strafbart forhold, der er undergivet offentlig påtale. Den anholdte skal snarest muligt overgives til politiet med oplysning om tidspunktet og grundlaget for anholdelsen.
For anholdelser gælder et proportionalitetsprincip:
Stk. 4. Anholdelse må ikke foretages, hvis frihedsberøvelse efter sagens art eller omstændighederne i øvrigt ville være et uforholdsmæssigt indgreb.
Formålet med muligheden for enhver er primært, at det skal være muligt for enhver person at foretage en retshåndhævelse i tilfælde af, at politiet ikke har denne mulighed.

## Forhold for den der anholder
Der er mindst tre forudsætninger for at foretage en anholdelse:
- Direkte forbindelse til en kriminel handling, snarlig overgivelse til politiet med angivelse af eksakt hændelsesforløb og at handlingen er påkrævet.[2] Samt tidspunkt for anholdelse.

- Man kan kun anholde for forhold, der er offentligt påtalt. Det gælder f.eks. groft hærværk, men ikke simpelt hærværk.

- Der skal anvendes mindst mulig magt. Det er som udgangspunkt ikke tilladt at binde den anholdte eller anvende håndjern. Det er som udgangspunkt ikke tilladt at foretage en visitation af den anholdte, det er dog tilladt at foretage en sikkerhedsvisitation, hvis man fx har en formodning om, at den anholdte er bevæbnet.

Hvis en anholdelse viser sig at være foretaget uretmæssigt, kan den anholdte kræve erstatning.

## Forhold for andre
Det er strafbart at hjælpe en anholdt til at flygte.